# Кшимово
Кшимово (пол. Krzymowo) — село в Польщі, у гміні Вежбінек Конінського повіту Великопольського воєводства. Населення — 129 осіб (2011).
У 1975-1998 роках село належало до Конінського воєводства.

## Демографія
Демографічна структура станом на 31 березня 2011 року:
|          | Загалом | Допрацездатний вік | Працездатний вік | Постпрацездатний вік |
| -------- | ------- | ------------------ | ---------------- | -------------------- |
| Чоловіки | 66      | 17                 | 42               | 7                    |
| Жінки    | 63      | 17                 | 32               | 14                   |
| Разом    | 129     | 34                 | 74               | 21                   |